# Kuźnica (powiat radomszczański)
Kuźnica – wieś w Polsce położona w województwie łódzkim, w powiecie radomszczańskim, w gminie Kodrąb.
W latach 1975–1998 miejscowość należała administracyjnie do województwa piotrkowskiego.
Mała wieś licząca ok. 20 domów mieszkalnych, ponad 100 mieszkańców. Graniczy z gminą Gomunice, wsiami: Gosławice, Widawka, Wąglin, Antoniów, Kocierzowy, Piaszczyce. Przepływa przez nią rzeka Widawka.